# 600
Раннє Середньовіччя. Триває чума Юстиніана. У Східній Римській імперії продовжується правління Маврикія. Лангобарди частково окупували Італію і утворили в ній Лангобардське королівство. Франкське королівство розділене між спадкоємцями Хлотара I. Іберію займає Вестготське королівство. В Англії розпочався період гептархії. Авари та слов'яни утвердилися на Балканах.
Китай об'єднаний під правлінням династії Суй. Індія роздроблена. В Японії триває період Ямато. У Персії править династія Сассанідів. Степову зону Азії та Східної Європи контролює Тюркський каганат, розділений на Східний та Західний.
На території лісостепової України в VI столітті виділяють пеньківську й празьку археологічні культури. VI століття стало початком швидкого розселення слов'ян. У Північному Причорномор'ї співіснують різні кочові племена, зокрема кутригури, утигури, сармати, булгари, алани, авари, тюрки.

## Події
- За оцінками населення Землі становить 208 млн.
- У Сирії та Палестині голод[1].
- Коментіола призначено новим візантійським стратегом. Сутички між візантійцями й аварами тимчасово припинилися.
- Сини Хільдеберта II перемогли в битві сина Хільперіка I Хлотара II.
- Посольство до китайської імперії Суй з Японії.
- Ісидор Севільський став єпископом Бетіки.
- Як круглу дату, 600 рік часто наводять, коли мова йде про події, точна дата яких невідома, зокрема:
  - У Європі вперше з'явилася віспа.
  - Легендарний шведський король Інгвар пішов у похід на естів, але загинув.
  - Перси почали використовувати вітряки для зрошування полів.
  - В Індії грали в чатурангу, й гра поширилася на Персію.
  - Місто мая Теотіуакан стало занепадати через виснаження ресурсів.
  - Папа Григорій I кодифікував григоріанський спів.
  - Суматра і Ява (острів) прийняли буддизм.
  - Нубія прийняла християнство.

## Виноски
1. ↑  Évelyne Patlagean, Pauvreté économique et pauvreté sociale à Byzance, 4e-7e siècles, Walter de Gruyter, 1977 (ISBN 2719308358)